# Pandemie covidu-19 na lodi USS Theodore Roosevelt
Pandemie covidu-19 se v březnu 2020 projevila na palubě USS Theodore Roosevelt. Jedná se o letadlovou loď, která je velitelskou lodí bojového svazku námořnictva Spojených států Carrier Strike Group 9. Událost vznikla po návštěvě přístavu ve Vietnamu během plavby lodě a bojového svazku po Pacifickém oceánu.

## Situace na lodi a opatření
Loď doplula k námořní základně na ostrově Guam dne 26. března 2020 a zakotvila tam. Její kapitán Brett Crozier poslal svému bezprostřednímu představenému, kontradmirálovi (Rear Admiral) Stuartu P. Bakerovi (velitel bojového svazku Carrier Strike Group 9), zprávu o vzniklé situaci. Žádal o okamžitou evakuaci posádky letadlové lodě s tím, že nebylo možné zabránit rozšíření nemoci v úzkých ubytovacích prostorách na lodi. Kontradmirál Baker s evakuací nesouhlasil a argumentoval, že by takové opatření bylo nepraktické a příliš drastické.

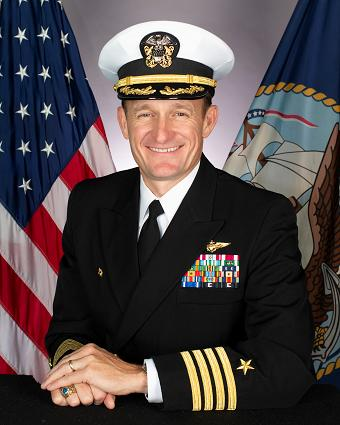
Velitel letadlové lodě USS Theodore Roosevelt (CVN-71), kapitán Brett Crozier

Po několika dnech Crozier poslal nestandardní cestou emaily několika důstojníkům námořnictva. Obsah těchto dopisů se dostal neznámou cestou do novin San Francisco Chronicle, které jej uveřejnily, a do jiných médií. Velitelství námořnictva poté nařídilo téměř úplnou evakuaci posádky na ostrov Guam. Kapitán Crozier byl kvůli svému nestandardnímu postupu zbaven velitelské funkce. Na lodi zůstala nouzová posádka, která má na starosti nepřerušený chod atomového reaktoru pro pohon lodě, fungování protipožárního systému a údržbu technicky vysoce vyspělé výzbroje včetně letadel. 
Do 9. dubna 2020 bylo nemocí covid-19 nakaženo více než 400 příslušníků posádky letadlové lodě. Ke dni 20. dubna to bylo již 678 mužů a žen včetně samotného kapitána Croziera (z celkového počtu cca 5000 členů posádky). Jeden člen posádky zemřel.